# Socalchemmis rothi
Socalchemmis rothi is een spinnensoort uit de familie Tengellidae. De soort komt voor in de Mexico.